# Andy Myers
Andrew "Andy'" John Myers (Hounslow, 3 november 1973) is een voormalig Engelse profvoetballer en huidig voetbaltrainer.

## Spelerscarrière
Myers begon zijn carrière bij Chelsea FC en won met de club de FA Cup in 1997 en de Europacup II in 1998. In 1999 werd hij verkocht aan Bradford City AFC voor £ 800.000. Later in zijn carrière speelde hij op huurbasis voor Portsmouth FC, Colchester United FC en afsluitend bij Brentford FC.

## Trainerscarrière
Na zijn spelerscarrière werd hij coach van Chelsea onder-15 en daarna onder-21. In het seizoen 2016/17 was hij assistent-trainer bij Vitesse.

## Erelijst
Als speler
| FA Cup       | 1x | 1996/97 |
| Europacup II | 1x | 1997/98 |

Als assistent-trainer
| KNVB beker | 1x | 2016/17 |

2 McNamara ·
3 Wallace ·
4 Hutchinson  ·
5 Cooper ·
6 Tanganga ·
7 Nisbet ·
8 Mitchell ·
9 Bradshaw ·
10 Flemming ·
11 Longman ·
14 Campbell ·
15 Bryan ·
17 Brooke Norton-Cuffy ·
18 Leonard ·
19 Watmore ·
20 Šarkić ·
21 Obafemi ·
22 Emakhu ·
23 Saville ·
24 De Norre ·
25 Esse ·
27 Trueman ·
33 Białkowski ·
39 Honeyman ·
45 Harding ·
Mayor ·
Coach: Edwards
· Assistent-coach: Myers
· Assistent-coach: Barrett
· Keeperstrainer: Marshall